# Luise Berndt
Luise Berndt (* 28. September 1983 in Berlin) ist eine deutsche Schauspielerin.

## Leben
Ihre Ausbildung erhielt sie von 2004 bis 2008 an der Hochschule für Film und Fernsehen „Konrad Wolf“ in Potsdam-Babelsberg. Bereits während ihrer Ausbildung spielte sie in Kino- und Fernsehproduktionen. 2007 wurde sie von Frank Castorf an der Volksbühne Berlin für eine Rolle in dem Stück „Emil und die Detektive“ besetzt und spielte dort seitdem in weiteren Inszenierungen. Für die Darstellung einer gehörlosen Frau in ihrem Debütfilm Jagdhunde wurde sie mit dem First Steps Award ausgezeichnet und für den Deutschen Filmpreis vornominiert.

## Filmografie
- 2007: Jagdhunde
- 2008: Commissario Laurenti – Der Tod wirft lange Schatten
- 2008: Unschuld
- 2008: Ihr könnt euch niemals sicher sein
- 2009: Mein Vogel fliegt schneller
- 2010: Carlos – Der Schakal
- 2010: Der Alte — Folge 351: Tod im Tierpark
- 2010: Killerjagd. Schrei, wenn du dich traust
- 2011: Der Bergdoktor - Weglaufen und ankommen
- 2011: Unten Mitte Kinn
- 2011: Tatort: Auskreuzung
- 2011: Notruf Hafenkante – Der letzte Vorhang
- 2013: Nordstrand
- 2014: Die Wolken von Sils Maria (Sils Maria)
- 2014: Tatort: Eine Frage des Gewissens
- 2014: Ein starkes Team: Der Freitagsmann (Fernsehfilm)
- 2016: Letzte Spur Berlin – Fenster zum Hof
- 2019: Morden im Norden – Aus Liebe
- 2022: SOKO Köln - Der Tod kommt selbst ins Wohnmobil
- 2022: WaPo Bodensee – Schlechte Energien

## Theater
- 2007: Emil und die Detektive von Erich Kästner an der Volksbühne Berlin (Regie: Frank Castorf)
- 2008: Erniedrigte und Beleidigte von Dostojewski an der Volksbühne Berlin (Regie: Frank Castorf)
- 2008: Film B von Tobias Schwartz an der Volksbühne Berlin (Regie: Vanessa Jopp)
- 2008: Kean von Dumas an der Volksbühne Berlin (Regie: Frank Castorf)

## Hörspiele
- 2013: E. M. Cioran: Vom Nachteil, geboren zu sein – Regie: Kai Grehn (Hörspiel – SWR)
- 2013: Mark Twain: Der geheimnisvolle Fremde – Regie: Kai Grehn (Hörspiel – DLR)

## Auszeichnungen
- 2007 First Steps Award als „Beste Nachwuchsschauspielerin“ für Jagdhunde
- 2008 Vornominiert für den Deutschen Filmpreis als „Beste Nebendarstellerin“ für Jagdhunde
- 2011 Nominierung für den Förderpreis Deutscher Film für Unten Mitte Kinn